# Ștefan Péterfi
Ștefan Péterfi (n. 8 martie 1906, Deva – d. 6 mai 1978, Ciudad de Mexico) a fost un botanist român de naționalitate maghiară, membru titular al Academiei Române și membru al Partidului Comunist din România din anul 1959.

## Biografie
A fost profesor la catedra de anatomie și fiziologia plantelor de la Facultatea de Științe din Cluj (1928-1976), decan (1946-1948) și prorector (1946-1948, 1959-1976), redactor și coautor al primului tratat românesc de algologie (în patru volume, apărute între 1976-1981). În fapt, a desfășurat o muncă științifică remarcabilă, descoperind noi genuri și specii de alge, publicând numeroase studii de specialitate.
În 1932 era venerabilul lojii masonice „Bethlen Gabor” din Târgu Mureș.
Principalele sale lucrări sunt Creșterea și dezvoltarea plantelor și Nutriția plantelor.
În 1955 a fost ales membru corespondent al Academiei și a devenit membru titular  1963, fiind vicepreședinte al acesteia între 1974-1978. A fost totodată vicepreședinte al Consiliului Național al Cercetării Științifice, vicepreședinte al Consiliului de Stat (1967-1978) și membru al CC al PCR (1969-1978). A decedat la data de 6 mai 1978 la aeroportul din Mexico City, în urma unui atac de inimă.

## Studii
- Facultatea de Științe Naturale, Universitatea din Cluj (1932)
- Doctor în științe biologice, specializarea morfologia și fiziologia plantelor (1937)
- Universitatea Serală de Marxism - Leninism

## Distincții
- Ordinul Muncii clasa a III-a (14 septembrie 1953)[4]
- Ordinul Muncii clasa I (21 aprilie 1956) „cu prilejul împlinirii a 50 de ani și pentru rodnica sa activitate didactică”[5]
- Ordinul „Steaua Republicii Populare Romîne” clasa a III-a (10 august 1964) „pentru merite deosebite în opera de construire a socialismului, cu prilejul celei de a XX-a aniversări a eliberării patriei”[6]
- Ordinul „Meritul Științific” clasa I (26 septembrie 1966) „pentru merite deosebite în activitatea științifică, cu prilejul Centenarului Academiei Republicii Socialiste România”[7]
- titlul de Om de știință emerit al Republicii Socialiste România (26 iunie 1969) „în semn de prețuire a personalului didactic pentru activitatea meritorie în domeniul instruirii și educării elevilor și studenților și a contribuției aduse la dezvoltarea învățămîntului și culturii din patria noastră”[8]
- titlul de Erou al Muncii Socialiste și medalia de aur „Secera și ciocanul” (4 mai 1971) „cu prilejul aniversării a 50 de ani de la constituirea Partidului Comunist Român, [...] pentru merite deosebite în opera de construire a socialismului”[9]